# Martin Luluga
Martin Luluga (ur. 1 marca 1933 w Lodonga, zm. 30 lipca 2022) – ugandyjski duchowny rzymskokatolicki, biskup tytularny Aquae in Dacia (1986-1990).
W latach 1986–1988 biskup pomocniczy diecezji Gulu, od 1988 administrator apostolski, a następnie od 1990 biskup diecezjalny tej diecezji.
Od stycznia 1999 do stycznia 2011 biskup Nebbi, potem zaś przeszedł na emeryturę